# Église Sant Julià de Vilatorta
L'église Sant Julià de Vilatorta (en français Saint-Julien de Vilatorta) est un édifice religieux situé dans la commune de Sant Julià de Vilatorta, en Catalogne (Espagne). Elle est classée dans l'Inventaire du patrimoine architectural de Catalogne.

## Description
L'église d'origine est bâtie au XIe siècle. Elle est remaniée aux XVIe et XVIIe siècles, puis au XIXe siècle. Elle mélange donc des éléments d'architecture romane et baroque. Elle est constituée d'une nef unique, avec des chapelles latérales du côté du presbytère. À l'intérieur s'y trouvent plusieurs retables baroques remarquables.

## Histoire
L'église primitive est consacrée par l'évêque de Vic Idalguer vers l'an 910. Elle est reconstruite par les habitants au XIe siècle. De cette époque demeure l'abside. Les différentes dates inscrites sur l'église témoignent des nombreux remaniements qu'elle a depuis subit, notamment 1553 pour la clef de voûte et la chapelle latérale et 1682 pour des modifications sur le côté nord, et ce jusqu'au XIXe siècle. Enfin, en 1936, une chapelle construite à côté de l'église au XIXe siècle est annexée au bâtiment principal sur son côté sud.

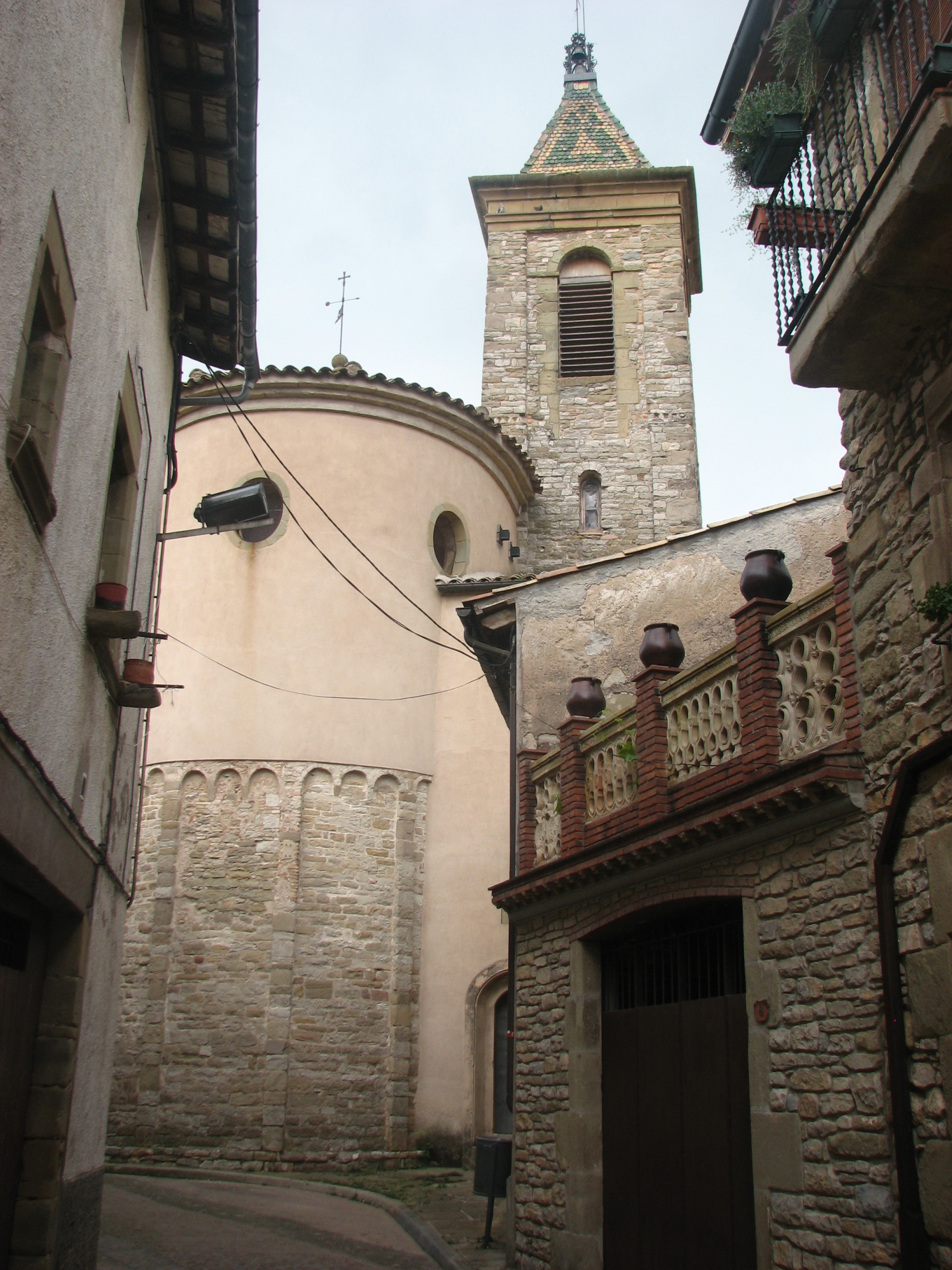
L'arrière de l'église.